# Pokal Nogometne zveze Slovenije 2023-2024
La Pokal Nogometne zveze Slovenije 2023-24 (in lingua italiana: Coppa della federazione calcistica slovena 2023-24), denominata come Pokal Pivovarna Union 2023-24 per motivi di sponsorizzazione, è stata la trentatreesima edizione della coppa nazionale di calcio della Repubblica di Slovenia, iniziata il 19 agosto 2023 e terminata il 25 maggio 2024 con la finale.
La squadra campione in carica è l'Olimpia Lubiana, che ha vinto la sua quarta coppa nazionale nell'edizione precedente. Il titolo è stato vinto dal Rogaška, che ha celebrato la sua prima coppa nazionale.

## Turno preliminare
Il turno preliminare è e giocato nell'ambito delle nove federazioni calcistiche intercomunali (MNZ).
| Squadra 1          | Risultato       | Squadra 2           |
| ------------------ | --------------- | ------------------- |
| 19 agosto 2023     |                 |                     |
| Bakovci            | 1 – 1 (0-3 dtr) | Goričanka Rogašovci |
| Ižakovci           | 2 – 1           | Cankova             |
| Križevci           | 0 – 4           | Čarda               |
| Lipa               | 1 – 8           | Gancani             |
| Radgona            | 1 – 2           | Grad                |
| Roma               | 0 – 2           | Radenska Slatina    |
| 20 agosto 2023     |                 |                     |
| Centiba            | 1 – 5           | Prekmurec Dobrovnik |
| Mostje             | 3 – 0           | Hotiza              |
| Nafta Veterani     | 0 – 8           | Odranci             |
| Panonija Gaberje   | 2 – 1           | Granicar Lendava    |
| 22 agosto 2023     |                 |                     |
| Lenart             | 2 – 3           | Marjeta na Dravskem |
| 23 agosto 2023     |                 |                     |
| Bitnje             | 1 – 2           | Visoko              |
| Britof             | 3 – 0           | Polet               |
| Limbuš Pekre       | 5 – 1           | Dravograd           |
| Sava Kranj         | 1 – 2           | Preddvor            |
| Velesovo           | 2 – 6           | Kranj               |
| Zelezniki          | 0 – 3           | Bled                |
| 25 agosto 2023     |                 |                     |
| Dob                | 7 – 2           | Jevnica             |
| Skorba             | 0 – 4           | Markovci            |
| 26 agosto 2023     |                 |                     |
| Bela Krajina       | 3 – 0           | Mengo 28            |
| Cirkulane          | 3 – 1           | Hajdose             |
| Dragomer           | 0 – 3           | Zagorje             |
| IB 1975 Lubiana    | 5 – 0           | Svoboda             |
| Idrija             | 1 – 1 (2-4 dtr) | Vipava              |
| Ihan               | 0 – 3           | Lubiana             |
| Jurovski Dol       | 2 – 2 (5-4 dtr) | Pohorje             |
| Kamnik             | 0 – 0 (4-2 dtr) | Dren Vrhnika        |
| Komen              | 3 – 3 (4-3 dtr) | Bistrc              |
| Košana             | 1 – 2           | Korte               |
| Laško              | 0 – 3           | Krško               |
| Leskovec           | 0 – 7           | Rogoznica           |
| Malečnik           | 1 – 2           | Rače                |
| MB Tabor           | 0 – 6           | Fužinar             |
| Mons Claudius      | 0 – 6           | Rudar Velenje       |
| OS Olimpia Lubiana | 2 – 2 (1-4 dtr) | Komenda             |
| Oplotnica          | 1 – 1 (3-5 dtr) | Pragersko           |
| Podlehnik          | 0 – 2           | Gerečja vas         |
| Polskava           | 3 – 0           | Tržič               |
| Radlje             | 0 – 5           | Dobrovce            |
| Renče              | 0 – 4           | Brda                |
| Rosnja Loka        | 1 – 5           | Pesnica             |
| Rudar Trbovlje     | 5 – 1           | Kočevje             |
| Slovan Lubiana     | 3 – 0           | Litija              |
| Starše             | 1 – 0           | Korotan Prevalje    |
| Svoboda Kisovec    | 0 – 5           | Brinje Grosuplje    |
| Termit Moravce     | 1 – 3           | Šmartno             |
| Zgornja Polskava   | 1 – 1 (4-3 dtr) | Gorisnica           |
| 27 agosto 2023     |                 |                     |
| Bukovci            | 2 – 2 (1-3 dtr) | Grajena             |
| Ivančna Gorica     | 4 – 2           | Jezero Medvode      |
| Makole             | 3 – 5           | Središče ob Dravi   |
| Sentjernej         | 0 – 4           | Iliria Lubiana      |
| Slovenia vas       | 0 – 5           | Dornava             |
| Šmartno            | 2 – 1           | Dravinja            |
| Sobec Lesce        | 1 – 2           | Triglav             |
| Stojnci            | 5 – 3           | Boc Poljcane        |
| 20 settembre 2023  |                 |                     |
| Mozirje            | 0 – 1           | Šampion Celje       |

## Primo turno
| Squadra 1             | Risultato       | Squadra 2           |
| --------------------- | --------------- | ------------------- |
| 13 settembre 2023     |                 |                     |
| Britof                | 1 – 1 (3-4 dtr) | Šenčur              |
| Kranjska Gora         | 0 – 9           | Bled                |
| Naklo                 | 1 – 5           | Žiri                |
| Preddvor              | 3 – 2           | Skofja Loka         |
| Visoko                | 1 – 3           | Jesenice            |
| 20 settembre 2023     |                 |                     |
| NK Apače              | 0 – 8           | Rakičan             |
| Bogojina              | 2 – 3           | Radenska Slatina    |
| Cven                  | 0 – 1           | Hodos               |
| Doklezovje            | 0 – 2           | NŠ Mura             |
| Grad                  | 2 – 0           | Serdica             |
| Puconci               | 0 – 6           | Čarda               |
| Šalovci               | 1 – 3           | Veržej              |
| Tišina                | 0 – 3           | Gancani             |
| 26 settembre 2023     |                 |                     |
| Markovci              | 1 – 4           | Videm               |
| 27 settembre 2023     |                 |                     |
| Gerečja vas           | 1 – 7           | Drava Ptuj          |
| Izakovci              | 1 – 5           | Ljutomer            |
| Zarica Kranj          | 0 – 3           | Triglav             |
| Olimpia Dolga vas     | 0 – 0 (2-4 dtr) | Turnišče            |
| 3 ottobre 2023        |                 |                     |
| Cirkulane             | 0 – 5           | Apace Ptuj          |
| Limbuš Pekre          | 3 – 5           | Marjeta na Dravskem |
| Polskava              | 0 – 7           | Hajdina             |
| Šampion Celje         | 0 – 1           | Krško               |
| Šmarje pri Jelšah     | 1 – 1 (4-3 dtr) | Dob                 |
| Žalec                 | 0 – 2           | Zreče               |
| Zgornja Polskava      | 3 – 1           | Dornava             |
| 4 ottobre 2023        |                 |                     |
| Adria                 | 0 – 4           | Primorje            |
| Arne Tabor 69         | 0 – 3           | Brinje Grosuplje    |
| Bravo                 | 0 – 0 (2-4 dtr) | Radomlje            |
| Brda                  | 0 – 4           | Gorica              |
| Jadran Dekani         | 1 – 4           | Tabor Sežana        |
| Galeb Ankaran         | 0 – 1           | Komen               |
| Grajena               | 2 – 2 (5-6 dtr) | Stojnci             |
| Ilirija               | 3 – 2           | Krka                |
| Ivančna Gorica        | 1 – 1 (4-2 dtr) | Slovan Lubiana      |
| Jadran Hrpelje-Kozina | 1 – 14          | Izola               |
| Jurovski Dol          | 0 – 0 (9-8 dtr) | Rače                |
| Kamnik                | 2 – 4           | Bela Krajina        |
| Kobilje               | 0 – 6           | Nafta 1903          |
| Korte                 | 0 – 1           | Koper               |
| Lubiana               | 5 – 3           | Zagorje             |
| Mostje                | 0 – 3           | Odranci             |
| Ormož                 | 0 – 5           | Bistrica            |
| Peca                  | 0 – 1           | Starše              |
| Pesnica               | 0 – 1           | Fužinar             |
| Polana                | 7 – 1           | Črenšovci           |
| Pragersko             | 2 – 6           | Podvinci            |
| Roho                  | 4 – 1           | Dobrovce            |
| Rogzonica             | 3 – 5           | Središče ob Dravi   |
| Rudar Trbovlje        | 7 – 0           | Komenda             |
| Šmartno               | 0 – 6           | Rudar Velenje       |
| Tolmin                | 1 – 0           | Bilje               |
| Trebnje               | 2 – 2 (5-4 dtr) | Kresnice            |
| Tromejnik             | 0 – 3           | Beltinci            |
| Vir                   | 0 – 1           | IB Lubiana          |
| Zavrč                 | 0 – 0 (4-3 dtr) | Aluminij            |
| Vodice Sempas         | 1 – 4           | Vipava              |
| 5 ottobre 2023        |                 |                     |
| Brežice               | 1 – 3           | Rogaška             |
| Nedelica              | 0 – 9           | Prekmurec Dobrovnik |
| Panonija Gaberje      | 0 – 6           | Srendja Bistrica    |

## Secondo turno
| Squadra 1           | Risultato       | Squadra 2           |
| ------------------- | --------------- | ------------------- |
| 4 ottobre 2023      |                 |                     |
| Bled                | 1 – 4           | Jesenice            |
| Preddvor            | 0 – 4           | Šenčur              |
| Žiri                | 2 – 2 (6-7 dtr) | Triglav             |
| 18 ottobre 2023     |                 |                     |
| Čarda               | 1 – 0           | Grad                |
| Gancani             | 5 – 2           | Veržej              |
| Hodos               | 0 – 4           | NŠ Mura             |
| Radenska Slatina    | 0 – 5           | Beltinci            |
| Rakičan             | 0 – 8           | Ljutomer            |
| 24 ottobre 2023     |                 |                     |
| Zgornja Polskava    | 0 – 4           | Videm               |
| 31 ottobre 2023     |                 |                     |
| Apace Ptuj          | 0 – 4           | Zavrč               |
| Srednja Bistrica    | 1 – 3           | Odranci             |
| Dob                 | 0 – 1           | Domžale             |
| Drava Ptuj          | 1 – 1 (4-5 dtr) | Hajdina             |
| Ivančna Gorica      | 1 – 4           | Rudar Trbovlje      |
| Izola               | 0 – 1           | Tabor Sežana        |
| Komen               | 0 – 6           | Koper               |
| Maribor             | 9 – 0           | Jurovski Dol        |
| Marjeta na Dravskem | 2 – 3           | Rogoza              |
| Središče ob Dravi   | 1 – 0           | Bistrica            |
| Šmarje pri Jelšah   | 1 – 4           | Rogaška             |
| Starše              | 2 – 4           | Grad                |
| Trebnje             | 1 – 1 (2-4 dtr) | IB Lubiana          |
| Turnišče            | 1 – 2           | Prekmurec Dobrovnik |
| 2 novembre 2023     |                 |                     |
| Bela Krajina        | 1 – 3           | Iliria Lubiana      |
| Brinje Grosuplje    | 0 – 0 (2-4 dtr) | Olimpia Lubiana     |
| Krško               | 1 – 4           | Celje               |
| Lubiana             | 0 – 4           | Radomlje            |
| Polana              | 1 – 4           | Nafta 1903          |
| Primorje            | 2 – 0           | Tolmin              |
| Vipava              | 1 – 1 (1-3 dtr) | Gorica              |
| Zreče               | 0 – 2           | Rudar Velenje       |
| 3 novembre 2023     |                 |                     |
| Stojnci             | 0 – 3           | Podvinci            |

## Terzo turno
| Squadra 1         | Risultato       | Squadra 2           |
| ----------------- | --------------- | ------------------- |
| 21 novembre 2023  |                 |                     |
| Zavrč             | 1 – 2           | Triglav             |
| 22 novembre 2023  |                 |                     |
| IB Lubiana        | 1 – 3 (dts)     | Rogaška             |
| Olimpia Lubiana   | 4 – 1           | Rudar Velenje       |
| Odranci           | 0 – 3           | Koper               |
| Fužinar           | 0 – 2           | Radomlje            |
| Gorica            | 2 – 1           | Domžale             |
| Nafta 1903        | 1 – 1 (5-4 dtr) | Celje               |
| 23 novembre 2023  |                 |                     |
| Primorje          | 1 – 3           | Maribor             |
| Šenčur            | 0 – 2           | NŠ Mura             |
| 25 novembre 2023  |                 |                     |
| Gancani           | 0 – 7           | Beltinci            |
| Podvinci          | 3 – 2           | Tabor Sežana        |
| Rogoza            | 0 – 5           | Ilirija             |
| Rudar Trbovlje    | 1 – 4           | Jesenice            |
| 26 novembre 2023  |                 |                     |
| Videm             | 3 – 2 (dts)     | Hajdina             |
| Čarda             | 7 – 2           | Prekmurec Dobrovnik |
| Središče ob Dravi | 0 – 4           | Ljutomer            |

## Ottavi di finale
| Squadra 1       | Risultato   | Squadra 2 |
| --------------- | ----------- | --------- |
| 5 marzo 2024    |             |           |
| Podvinci        | 0 – 1       | Triglav   |
| Videm           | 1 – 3       | Ilirija   |
| 6 marzo 2024    |             |           |
| Beltinci        | 5 – 0       | Ljutomer  |
| Jesenice        | 1 – 3       | Gorica    |
| Maribor         | 1 – 2       | Radomlje  |
| 7 marzo 2024    |             |           |
| Čarda           | 0 – 3       | NŠ Mura   |
| Olimpia Lubiana | 2 – 4       | Koper     |
| Nafta 1903      | 1 – 2 (dts) | Rogaška   |

## Quarti di finale
| Squadra 1     | Risultato       | Squadra 2 |
| ------------- | --------------- | --------- |
| 2 aprile 2024 |                 |           |
| Triglav       | 2 – 3           | Rogaška   |
| 3 aprile 2024 |                 |           |
| Gorica        | 4 – 1           | Radomlje  |
| Koper         | 1 – 1 (4-5 dtr) | NŠ Mura   |
| 4 aprile 2024 |                 |           |
| Ilirija       | 1 – 2 (dts)     | Beltinci  |

## Semifinali
Il sorteggio per le semifinali si è tenuto l'8 aprile.
| Squadra 1      | Risultato       | Squadra 2 |
| -------------- | --------------- | --------- |
| 24 aprile 2024 |                 |           |
| Gorica         | 1 – 1 (5-3 dtr) | Beltinci  |
| 25 aprile 2024 |                 |           |
| NŠ Mura        | 2 – 2 (4-5 dtr) | Rogaška   |

## Finale
| Arbitro: | Dejan Balažič |

|                                                           |                      |                                                    |
| Thalisson 105+1’                                          | Marcatori            | 110’ Marjanac                                      |
| Lampreht Majcenić Pirtovšek Mijić Kambič Prenkpalaj Kitek | Tiri di rigore 6 – 5 | Lesjak Jalinous Hodžić Krstić Marjanac Inwen Ćosić |